# St. Markus (Ziepel)

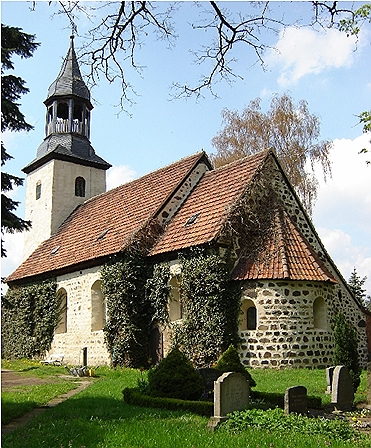
Sankt-Markus-Kirche – Ansicht von Südosten

Sankt Markus ist die evangelische Kirche des zu Möckern gehörenden Dorfes Ziepel.

## Architektur und Geschichte
Die Ursprünge der Dorfkirche gehen auf das 13. Jahrhundert zurück. Als Kirchenpatronat trat zeitweise das Leitzkauer Kloster auf. Das aus Bruchsteinen errichtete Gebäude wurde 1636 während des Dreißigjährigen Krieges stark zerstört. Einige Teile des alten Baukörpers, so das Kirchenschiff, das mittlere von insgesamt drei romanischen Fenstern der halbkreisförmigen Apsis und die Priesterpforte an der südlichen Seite des Chors, blieben erhalten. Gleiches gilt für den Anbau an der nördlichen Seite des Chors, der später lediglich erhöht wurde und vermutlich die Sakristei beherbergte.
Die Wiedererrichtung dauerte bis 1677, wobei die Trümmer des alten Gebäudes Verwendung fanden. Bei dieser Renovierung wurden auch neue Dachstühle aufgesetzt, die mittelalterlichen Fensteröffnungen vergrößert und der Nordanbau aufgestockt. Beim Wiederaufbau behielt man auch den ursprünglich spätromanischen Baustil bei. 1735 wurde der quadratische Westturm angefügt; wahrscheinlich als Ersatz für einen früher hier vorhandenen Fachwerkturm. Er wurde mit einer achteckigen geschweiften Haube mit offener Laterne versehen. Mit Beginn des 20. Jahrhunderts wurde der Sakristeiraum um eine Westwand und um einen Ziegelanbau ergänzt. Im Jahr 2000 wurde das Mauerwerk der Kirche neu verfugt, der Kirchturm verputzt und die Dacheindeckung ausgetauscht.
Über dem Turmportal ist ein Wappenstein der Familie Münchhausen angebracht. Im Inneren verfügt die Kirche über eine flache Deckung. An der westlichen Wand befindet sich eine Empore mit einer Orgel. Beides stammt aus der Mitte des 19. Jahrhunderts, wie auch der mit farbigen Fliesen versehene Fußboden. Das mit einem romanisierenden Prospekt ausgestattete Instrument stammt aus dem Jahr 1895, hat 12 Register auf zwei Manualen und Pedal und ist bespielbar.
Weitere beachtenswerte Inventarstücke sind eine romanische Altarplatte, ein achteckiger Taufstein von 1487, sowie ein auf das Jahr 1627 datierter Opferstock.